# 曲海龍屬
曲海龍屬，為輻鰭魚綱棘背魚目海龍科的其中一屬。

## 下属物种
- 蓋氏曲海龍（Campichthys galei）
- 小曲海龍（Campichthys nanus）
- 龍首曲海龍（Campichthys tricarinatus）
- 特氏曲海龍（Campichthys tryoni）